# Partir, revenir
Partir, revenir és una pel·lícula francesa dirigida per Claude Lelouch estrenada el 1985.

## Argument
1985. Salomé Lerner acaba d'escriure un llibre sobre la seva vida. Passa per la televisió en el programa Apostrophes de Bernard Pivot, i aquest imagina de seguida la pel·lícula que se'n podria fer. Una pel·lícula tota música.

## Repartiment
- Annie Girardot: Hélène Rivière
- Jean-Louis Trintignant: Roland Rivière
- Françoise Fabian: Sarah Lerner
- Erik Berchot: Saloman Lerner
- Michel Piccoli: Simon Lerner
- Evelyne Bouix: Salomé Lerner
- Richard Anconina: Vincent Rivière
- Charles Gérard: Ténardon
- Jean Bouise: El rector
- Denise Peron
- Monique Lange
- Marie-Sophie L.
- Ginette Garcin: La criada del rector
- Isabelle Sadoyan: La majordoma dels Rivière
- Bernard Pivot: Ell mateix
- Henri Amouroux: Ell mateix
- Bernard-Henri Lévy: Ell mateix

## Llocs
Destacar que l'essència de l'acció es desenvolupa al castell del poble de Châteauneuf-en-Auxois.